# Ballate per piccole iene
Ballate per piccole iene, pubblicato nel 2005, è l'ottavo album del gruppo italiano Afterhours.

## Descrizione
L'album è coprodotto dal musicista statunitense Greg Dulli, ex leader degli Afghan Whigs, che ha anche registrato diverse parti dell'album e ha partecipato attivamente alla tournée relativa, e porta con sé atmosfere più cupe, ma non per questo prive di forza, rispetto agli album precedenti, più votati alla sperimentazione rock.
Pubblicato nel 2005, il disco ha superato il record del precedente Quello che non c'è, raggiungendo il secondo posto nelle classifiche di vendita; prima del tour negli Stati Uniti del 2006 è uscita una versione in inglese dell'album, Ballads for Little Hyenas, contenente un inedito.
L'album ha 4 copertine differenti che rappresentano le sagome dei componenti del gruppo con le loro compagne/mogli; le foto sono state oscurate su suggerimento di Manuel Agnelli. La fotografia è stata curata da Guido Harari e da Thomas Berloffa.
Nel 2025 Manuel Agnelli annuncia un tour estivo per il ventennale dell'album, che vedrà riunita la formazione dell'epoca (Giorgio Prette, Andrea Viti e Dario Ciffo). L'album verrà ripubblicato il 6 giugno in un'edizione rimasterizzata da Giovanni Versari.

## Stile
In questo album vengono ripresi i temi del precedente Quello che non c'è, quali il senso di vuoto e di sconfitta, la rassegnazione, la malinconia, che avevano già rimpiazzato l'ironia e l'irriverenza dei primi lavori. I testi sono ancora più espliciti, ancora più netti, ancora più crudi: "Ora che sei vera/sai la verità/siamo vivi per usarci"
con queste parole (La sottile linea bianca) si apre l'album, e l'intento è chiaro.

## Tracce
Testi di Manuel Agnelli eccetto dove indicato.
1. La sottile linea bianca – 5:27 (musica: Agnelli, Prette, Viti, Ciffo)
2. Ballata per la mia piccola iena – 4:52 (musica: Agnelli)
3. È la fine la più importante – 2:57 (musica: Agnelli, Prette, Viti, Ciffo)
4. Ci sono molti modi – 4:25 (musica: Agnelli)
5. La vedova bianca – 4:22 (testo: Agnelli, Basile – musica: Agnelli, Dulli)
6. Carne fresca – 5:04 (musica: Agnelli, Dulli, Ciffo)
7. Male in polvere – 3:57 (musica: Agnelli)
8. Chissà com'è – 4:02 (musica: Agnelli, Prette, Viti, Ciffo)
9. Il sangue di Giuda – 5:04 (musica: Agnelli, Dulli)
10. Il compleanno di Andrea – 4:03 (musica: Agnelli, Dulli)

Durata totale: 44:13

## Singoli
- Ballata per la mia piccola iena
- La vedova bianca
- Carne fresca

## Formazione

### Gruppo
- Manuel Agnelli - voce, chitarra, tastiere
- Andrea Viti - basso
- Dario Ciffo - violino, chitarra
- Giorgio Prette - batteria

### Altri musicisti
- Greg Dulli - pianoforte, percussioni, batteria elettronica, organo Hammond, mellotron, coproduzione del disco[3]
- Hugo Race - chitarra slide su Ballata per la mia piccola iena[4]
- John Parish - percussioni, basso, chitarra su Ballata per la mia piccola iena e missaggio[3]
- Marcello Caudullo - chitarra, steel guitar
- Roberta Castoldi - violoncello

## Classifiche

### Classifiche settimanali
| Classifica (2005) | Posizione massima |
| ----------------- | ----------------- |
| Italia            | 2                 |

### Classifiche di fine anno
| Classifica (2005) | Posizione |
| ----------------- | --------- |
| Italia            | 97        |